# Fernando Vallejo
Fernando Vallejo Rendón (Medellín, 24 de outubro de 1942) é escritor e cineasta nascido na Colômbia e naturalizado mexicano desde 2007.
Recebeu numerosos reconhecimentos por sua obra, incluindo o Prémio Rómulo Gallegos em 2003 pelo livro O Despenhadeiro (em espanhol, El desbarrancadero). É também conhecido por suas fortes críticas, especialmente em relação à Igreja Católica, à dupla moralidade, e à política colombiana.

## Biografia
Filho do político e jurista colombiano Aníbal Vallejo Alvarez.
Nasceu e cresceu na cidade de Medellín. Aficionado por música, chegou a ser um excelente pianista, tendo preferência pelas obras de Mozart, Chopin, Gluck e Richard Strauss. Depois de um ano de estudo na Faculdade de Filosofia e Letras da Universidad Nacional de Colombia em Bogotá, licenciou-se em Biologia na Universidad Javeriana. Viajou a Europa para estudar cinema na Itália, na Escola Experimental de Cinecittà.
Em 25 de fevereiro de 1971, Vallejo mudou-se para a Cidade do México, onde produziu a totalidade de sua obra. Desde então, não voltou a viver na Colômbia.
Vallejo destacou-se mundialmente como escritor. Além de nove romances (cinco dos quais formam um ciclo autobiográfico), publicou três livros de ensaios, uma gramática da linguagem literária, e duas biografias de poetas colombianos (José Asunción Silva e Porfirio Barba Jacob). Sua atividade como diretor e cineasta, anterior a toda sua obra literária, produziu três filmes, dois de temáticas colombianas, porém produzidos no México.

### Nacionalidade
Em abril de 2007, obteve a nacionalidade mexicana, e, em 8 de maio do mesmo ano, renunciou a colombiana.
Conforme explicou Vallejo posteriormente, na raiz de sua renúncia à nacionalidade colombiana estava a denúncia oferecida por um grupo de pessoas contra ele e o diretor da revista colombiana SoHo pela publicação de um artigo que os denunciantes consideraram como um insulto à religião católica. Em uma primeira instância, um juiz decidiu que tanto Vallejo, quanto o diretor da revista, Daniel Samper Ospina, deveriam ser presos. Devido a isso, Vallejo decidiu iniciar os tramites para obter a nacionalidade mexicana, pois considerou tal condenação absurda, por violar seus direitos de liberdade religiosa e de liberdade de expressão. Houve uma apelação de tal decisão, e ela foi reformada, com a consequente absolvição tanto de Vallejo quanto de Daniel Samper Ospina. Porém, o tramite para a nacionalização mexicana de Vallejo seguia em curso, e uma das condições para ela ser concedida era firmar um papel renunciando a nacionalidade colombiana.
Em outubro de 2007, afirmou que começaria os tramites legais para retomar a nacionalidade colombiana.

### Obra
Fernando Vallejo é autor de uma autobiografia, El río del tiempo, composta por cinco livros. O primero, Los días azules (1985), reflete vários episódios da infância do autor, tendo como cenários o sítio de seus avós (Santa Anita) e o tradicional bairro Boston de Medellín. Em El fuego secreto (1987), explora como adolescente os caminhos da droga e da homossexualidade em Medellín e Bogotá. As obras seguintes, Los caminos a Roma (1988) e Años de indulgencia (1989), narram as suas experiências na Europa, especialmente em Roma e em Nova York. O quinto volume de El río del tiempo, Entre fantasmas, apareceu em 1993 e abrange os anos em que residiu na Cidade do México, onde vive desde 1971. Vallejo é autor da biografia do poeta do departamento colombiano de Antioquia, Miguel Angel Osorio, mais conhecido como Porfirio Barba Jacob. Intitulada El Mensajero (1987), é o produto de mais de dez anos de constante e rigorosa investigação pela Colômbia, América Central e México. Em 1994, publicou um romance fora de seu ciclo biográfico, A Virgem dos Sicarios, sobre a violência do narcotráfico em Medellín, que foi levado ao cinema por Barbet Schroeder. Ganhou o Prémio Rómulo Gallegos, um dos mais prestigiados da língua espanhola, em 2003, por O Despenhadeiro. Por meio de alusões autobiográficas e com uma força original de uma linguagem franca e aberta, Vallejo descreve nessa obra a doença e a morte de seu irmão Darío, apresentando reflexões sobre os temas da doença (dito especificamente, a SIDA), a crise da família, a violência cotidiana e a igreja católica como mal social. Em La rambla paralela (2002), um cadáver ambulante circula alucinadamente por uma Barcelona asfixiada pelo calor e que pela voz do narrador se confunde com Medellín e o México, através de uma prosa cheia de fúria e nostalgia, onde se fundem em uma coisa só passado, presente e futuro. Em Mi hermano el alcalde (2004), inspirando-se na figura de seu irmão Carlos, prefeito do município de Támesis, em Antioquia, descreve irônica porém festivamente os rituais eleitorais sul-americanos: promessas irrealizáveis, votos comprados, eleitores "fantasmas", e apadrinhamentos. Depois de não dar o braço a torcer a tais rituais devido a sua honradez congênita, o protagonista é eleito prefeito e sua administração, saturada de problemas econômicos e judiciais, resulta em um grande progresso para a cidade.
Como cineasta, escreveu e dirigiu no México dois filmes sobre a violência na Colômbia: Crónica Roja (1977) e En la tormenta (1980). Um terceiro filme, "La derrota" (1984), co-escrito com Kado Kostzer significou seu último trabalho como diretor.
Em 1985 a Procultura publicou a sua edição da Poesía completa de Porfirio Barba Jacob. No ano de 1995 publica o resultado de sua extensa pesquisa sobre a lembrança de quem foi um dos grandes poetas colombianos, José Asunción Silva; essa biografia, chamada Almas en pena, chapolas negras, descreve o desfalque financeiro do poeta e reflete, com grande êxito, o ambiente de Bogotá em finais do século XIX.
A maior parte de seus romances têm por cenário a Colômbia e seus temas recorrentes são a violência, a homossexualidade, a adolescência, as drogas e a morte.
Vallejo também cultivou o ensaio: em 1983, o Fondo de Cultura Económica publicou no México Logoi. Una gramática del lenguaje literario, um ambicioso projeto investigativo sobre a escrita literária, ressaltando pontos de vista originais e críticos sobre a linguagem, seu uso e seus limites; em La tautología darwinista (1998) tenta refutar a teoria darwiniana da seleção e adaptação como causas da evolução, teoria que ele aceita, porém tendo como causa exclusiva as modificações que aleatoriamente podem produzir-se no ADN a nível molecular, sem intervenção nem influência do meio ambiente nem de alguma causa exterior.
Como narrador oferece uma visão atrevida, iconoclasta, negra, e profundamente pessimista do mundo. Seu estilo é áspero e vigoroso e em conjunto representa um dos melhores da atual narrativa em língua espanhola. Um outro ensaio, o Manualito de imposturología física (2005), oferece uma discussão, na forma de sátira, das construções teóricas da física; na voz de um narrador erudito, Vallejo acusa de impostores os maiores representantes da física com a ajuda da 'imposturología', uma ciência da impostura inventada por ele.
Sua publicação mais recente, La Puta de Babilonia (2007), é um ensaio histórico extenso e prolixo, no qual Vallejo expõe uma mui bem documentada crítica ao cristianismo e a Igreja Católica. Uma ilustrativa menção do conteúdo de tal livro foi feita por Saramago em um entrevista. Saramago, respondendo sobre as polêmicas nas quais estava envolvido quando do lançamento do livro Caim em 2009, e se o lançamento de tal livro iria causar polêmicas na Espanha, disse o seguinte: “Não, em Espanha, não. Publicou-se lá recentemente um livro do Fernando Vallejo, La puta de Babilonia, que se fosse eu a escrever aquilo cá em Portugal tinham-me dependurado num desses candeeiros da avenida. É de uma violência de denúncia e de crítica que é um autêntico bota-abaixo”.
Fernando Vallejo segue a tradição contestadora da intelectualidade de Antioquia, na esteira de nomes como o próprio Barba Jacob, Fernando González Ochoa, e dos nomes do Nadaismo, com Gonzalo Arango como principal referência.
Em Setembro de 2009 Fernando Vallejo foi premiado com o título de doutor honoris causa pela Faculdade de Ciências Humanas da Universidad Nacional de Colombia, depois de muita contestação, devido à polêmica em torno de sua obra.

## Polêmicas
Dono de uma personalidade forte, Vallejo é autor de muitas declarações polêmicas como a afirmação em que ele diz que os pobres são "uma horda de paridores".